# スコーピオ・スカイ
スコーピオ・スカイ（Scorpio Sky、1983年4月2日 - ）は、アメリカ合衆国の男性プロレスラー。
本名、シュイラー・アンドリュース（Schuyler Andrews）、カリフォルニア州ロサンゼルス出身。AEW所属。

## 来歴
高校の友人であるクイックシルバーとクリス・ボッシュと共にレボリューションプロ・ルードス道場に入門し、2002年6月に同団体でマスクマン"ガリネロ・トレス"としてデビュー。
2003年7月、旗揚げしたプロレスリング・ゲリラ（PWG）に入団。
2004年8月、大阪プロレスに初来日。
以降、PWGの他にROH、WSX、CWFHなど、アメリカのインディー団体に参戦。
2012年8月にハロルドのリングネームでWWEに登場するも12月には退団。また2012年より2013年にかけて、WWE参戦時期を挟んでメイソン・アンドリュースのリングネームでTNAにも参戦。
2017年9月よりROHに7年ぶりの本格参戦。10月にはクリストファー・ダニエルズ、フランキー・カザリアンとともにSoCal Uncensored（SCU）を結成。
2018年3月、新設された新日本プロレスロサンゼルス道場のスプリングキャンプのトレーナーに就任。
2019年1月、クリストファー・ダニエルズ、フランキー・カザリアンとともに、同年5月に旗揚げする新団体であるオール・エリート・レスリング（AEW）と契約した。

## 得意技

### フィニッシュ・ホールド
エース・オブ・スペーズ
TKOと同じ技。
TKO・フェイスブレイカ
相手をファイヤーマンズキャリーに抱え上げて相手の脚を振ってダイヤモンド・カッターに移行して自らの右膝を相手の顔面に叩きつける技。
ブラックアウト
インプラントDDTと同じ技。
450°スプラッシュ
フロッグ・スプラッシュ

### 打撃技
エルボー
エルボー・スマッシュ
エルボー・スタンプ
バックハンド・チョップ
チョップ・スマッシュ
ナックルパート
クローズライン
フロント・ドロップキック
延髄斬り
ジャンピング・ハニー
ダブルニー・フェイスブレイカー

### 投げ技
スープレックス
スーパープレックス
ジャーマンスープレックス
フランケンシュタイナー
ジャンピング・カッター
トルネードDDT

### 飛び技
ダイビング・ハリケーンラナ
ミサイルキック
ダイビング・クロスボディー
スーサイドダイブ
プランチャ
トペ・コンヒーロ
トルニージョ

### 関節技
フィギュア・フォー・レッグロック
ボストンクラブ
ハーフボストンクラブ

### フォール技
バックスライド
スモール・パッケージ・ホールド
スクールボーイ
ジャックナイフ・ホールド
ローリング・クラッチ・ホールド

## タイトル歴
AEW
- AEW・TNT王座 : 2回（第9、11代）
- AEW世界タッグ王座 : 1回（初代）w/フランキー・カザリアン

ROH
- ROH世界タッグ王座 : 1回　w/ フランキー・カザリアン
- ROH世界6人タッグ王座 : 1回　w/ クリストファー・ダニエルズ、フランキー・カザリアン

PWG
- PWG世界タッグ王座 : 1回（第7代）　w/ クイックシルバー